# Leopoldov
Leopoldov es una ciudad del distrito de Hlohovec en la región de Trnava, Eslovaquia, con una población estimada a final del año 2024 de 3873 habitantes.
Se encuentra ubicado en el centro-este de la región, cerca del río Váh (cuenca hidrográfica del Danubio) y de la región de Nitra.

## Demografía
| Año        | 1994 | 2004    | 2014    | 2024    |
| ---------- | ---- | ------- | ------- | ------- |
| Población  | 4009 | 4092    | 4143    | 3873    |
| Diferencia |      | +2,07 % | +1,24 % | −6,51 % |

| Año        | 2023 | 2024    |
| ---------- | ---- | ------- |
| Población  | 3907 | 3873    |
| Diferencia |      | −0,87 % |